# 袋狸科
袋狸科（学名：Peramelidae）是袋狸目的一科，现存4属10种：
- 豚足袋狸属（Chaeropus）
- 短鼻袋狸属（Isoodon）
- 袋狸属（Perameles）
- 兔耳袋狸属（Macrotis）

也有的将其分为3个亚科6个属：
- 袋狸亚科（Peramelinae）
  - 短鼻袋狸属（Isoodon）
  - 袋狸属（Perameles）
  - †古惑袋狸属（Crash）
- 新几内亚袋狸亚科（Peroryctinae）
  - 新几内亚袋狸属（Peroryctes）
- 刺袋狸亚科（Echymiperinae）
  - 刺袋狸属（Echymipera）
  - 鼠袋狸属（Microperoryctes）
  - 岛袋狸属（Rhynchomeles）